# Walk of Ideas

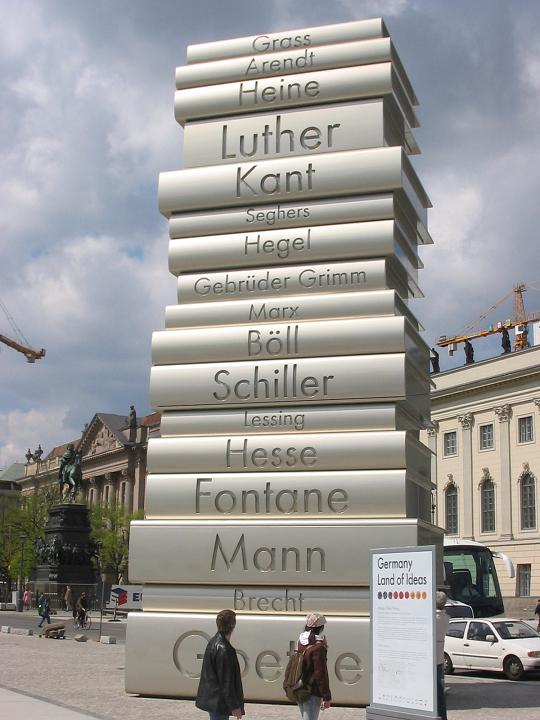
Pila de 40 pies de escultura de libros en el Paseo de las Ideas de Berlín, que conmemora la invención de la impresión moderna de libros.

Walk of Ideas (Paseo de las ideas en español) es una serie de obras artísticas realizadas en conmemoración de la Copa Mundial de Fútbol de 2006. Bajo el concepto de un paseo a través de las ideas de Alemania, esta exposición se instaló a lo largo de diversos hitos de la ciudad de Berlín entre el 10 de marzo y el 19 de mayo de 2006.
Walk of Ideas estaba compuesta por seis esculturas que representan diversos aportes de Alemania a la cultura y sociedad actual a lo largo de su historia en diversos campos. De acuerdo al sitio web "Alemania, país de las ideas" las esculturas simbolizan la riqueza de ideas y el espíritu inventivo de los compositores, autores, científicos e ingenieros de Alemania"

## Esculturas

### El zapato de fútbol

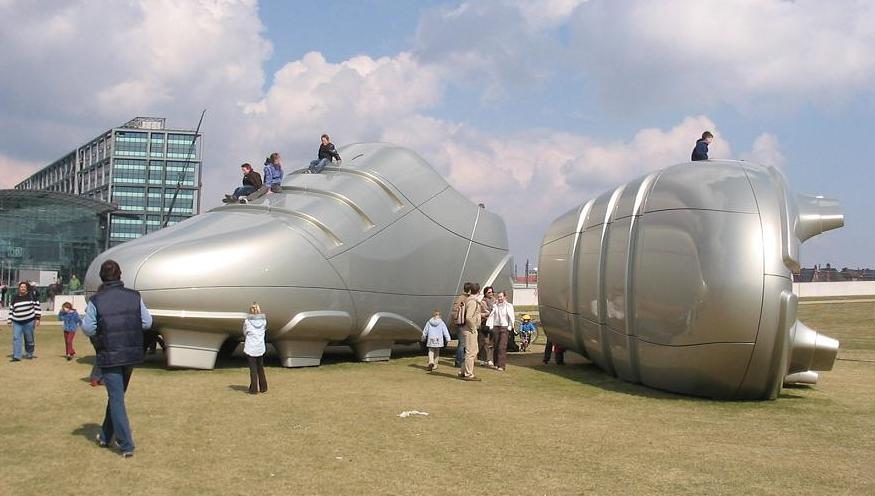
El zapato de fútbol

El zapato de fútbol (Der moderne Fußballschuh) fue inventado por Adolf Dassler en Herzogenaurach durante 1953, incluyendo los actuales estoperoles intercambiables, permitiendo mayor agarre del calzado en las canchas húmedas. Su debut a nivel internacional se realizó durante la Copa Mundial de Fútbol de 1954, donde fueron usadas por el seleccionado alemán que alcanzó el campeonato en dicha oportunidad.
Fue la primera escultura inaugurada, el 10 de marzo, siendo localizada en el parque Spreebogenpark, cercano a la Estación Central de Berlín. Estaba compuesta por un par de zapatos, los cuales medían 12 metros de largo y cinco de alto cada uno y pesaban más de 20 toneladas.
- Der moderne Fußballschuh
- Descargar video en formato AVI

### Logros de la medicina

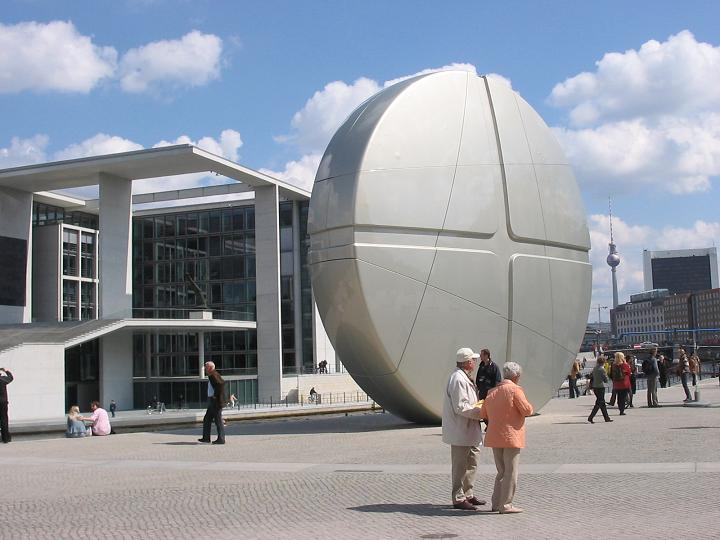
Avances de la medicina

La escultura dedicada a los avances de la medicina (Meilensteine der Medizin) se fundamenta en una píldora de medicamento (basada en el formato tradicional de la aspirina) de 10 metros de diámetro. A lo largo de la historia, diversos alemanes han participado en algunos de sus principales avances, destacando científicos como Felix Hoffmann, Robert Koch, Emil Adolf von Behring, Paul Ehrlich y Gerhard Domagk.
La obra fue inaugurada el 30 de marzo, en las cercanías del Reichstag, en el barrio de Mitte, junto al río Spree.
- Meilensteine der Medizin
- Descargar video en formato AVI

### El automóvil

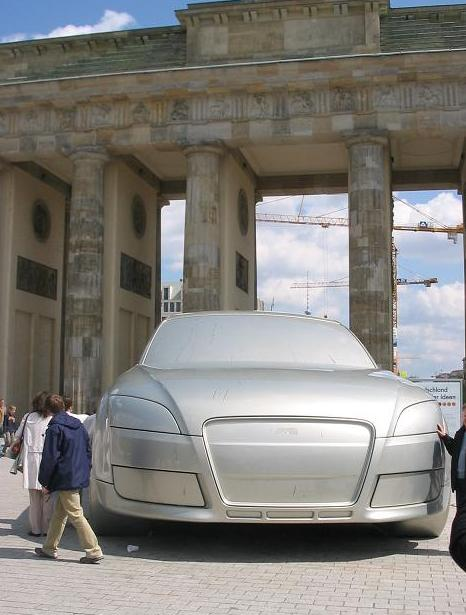
El automóvil

El automóvil (Das automobile) era una escultura diseñada por Audi de 10,2 metros de largo, 3,25 metros de alto y 4,5 metros de ancho con un peso de 10 toneladas.
El concepto de automóvil fue desarrollado por diversos inventores alemanes, entre los que se cuentan August Horch, Karl Benz, Gottlieb Daimler, Ferdinand Porsche y Rudolf Diesel.
La escultura se inauguró el 6 de abril junto a la Puerta de Brandeburgo. Posteriormente, fue trasladada al aeropuerto de Múnich, donde estuvo hasta septiembre de 2006.
- Das automobil
- Descargar video en formato AVI

### La imprenta

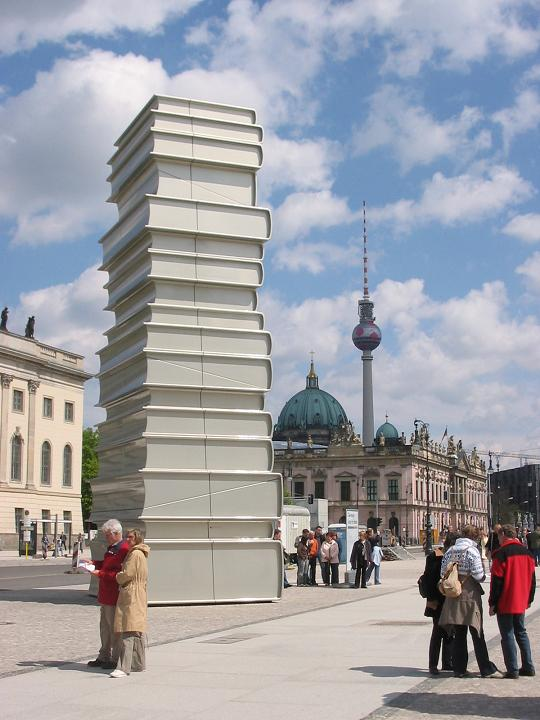
La imprenta

En 1495, Johannes Gutenberg comenzó la impresión de la Biblia. Este suceso marca la invención de la imprenta moderna, una de las principales revoluciones culturales a lo largo de la historia universal. En su honor, se realizó esta escultura (Der moderne Buchdruck), compuesta por una serie de libros apilados que superan los 12 metros.
La escultura fue instalada en el Bebelplatz, cerca del Unter den Linden. Tras tres días de construcción, la obra fue inaugurada el 21 de abril.
Los libros, además, hacen tributo a los principales autores de la literatura germana: Günter Grass, Hannah Arendt, Heinrich Heine, Martín Lutero, Immanuel Kant, Anna Seghers, Friedrich Hegel, los Hermanos Grimm, Karl Marx, Heinrich Böll, Friedrich Schiller, Theodor Lessing, Hermann Hesse, Theodor Fontane, Thomas Mann, Bertolt Brecht y Johann Wolfgang von Goethe
- Der moderne Buchdruck
- Descargar video en formato AVI

### Maestros de la música

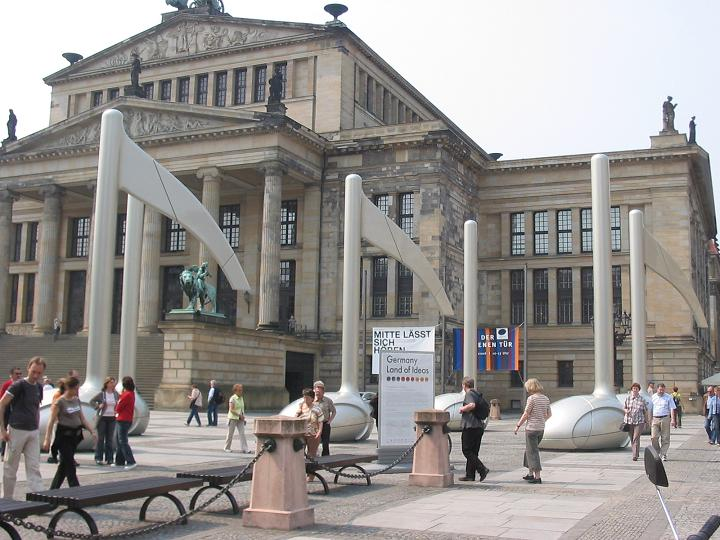
Maestros de la música

La obra Meisterwerke der Musik honra a los principales exponentes de la música clásica, como los compositores Johann Sebastian Bach, Ludwig van Beethoven, Johannes Brahms y Richard Wagner, algunos pioneros como Karlheinz Stockhausen e intérpretes como Anne-Sophie Mutter.
La escultura consiste de un total de seis figuras de notas musicales (tres corchea y tres negras) cada una con una altura de ocho metros, largo de 5,4 metros y un ancho de 2,1 metros, y un peso de 8,6 toneladas.
Meisterwerke der Musik fue inaugurada el 5 de mayo, en el Gendarmenmarkt, una de las plazas más bellas de la ciudad.
- Meisterwerke der Musik
- Descargar video en formato AVI

### La teoría de la relatividad

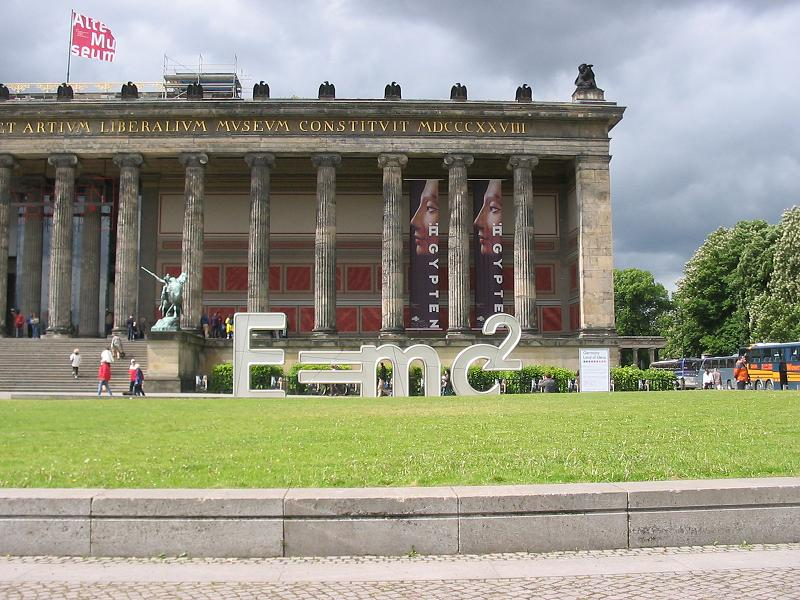
La teoría de la relatividad

La última obra de la serie fue inaugurada el 19 de mayo en Museumsinsel, una isla junto al río Spree en Berlín, frente a algunos de los principales museos del planeta.
Basada en la teoría de la relatividad, Die Relativitätstheorie honra el trabajo de uno de los más grandes físicos de la historia, el judeoalemán Albert Einstein. La escultura representa la conocida fórmula matemática E=mc², una de las claves de la teoría. Mide cuatro metros de alto, doce de largo y tiene una masa de cerca de 10 toneladas
- Die Relativitätstheorie
- Descargar video en formato AVI